# Лекуна, Висенте
Висенте Лекуна Сальбоч (исп. Vicente Lecuna Salboch; 14 сентября 1870 года, Каракас — 20 февраля 1954 года, Каракас) — венесуэльский историк и государственный деятель, внёсший большой вклад в сохранение наследия Симона Боливара. Президент Banco de Venezuela (1915—1930, 1933—1954). Член Сената Венесуэлы (1918—1921). Член Национальной академии истории Венесуэлы (с 1918), её президент (1931—1933).

## Биография
Родился 14 сентября 1870 года в Каракасе, в семье Рамона Лекуны Сукре и его супруги Кармен Сальбоч Эскобар. По отцовской линии является родственником Антонио Хосе де Сукре: сводная сестра последнего, Хосефа Маргарита Сукре-и-Маркес была замужем за Висенте Лекуна Паррага, его дедушкой.

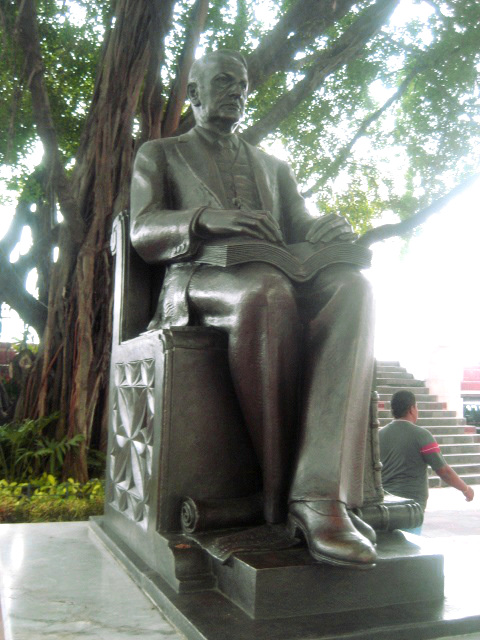
Памятник Висенте Лекуна в Гуаякиле, Эквадор

Детские годы провёл на Кубе, куда его родители были вынуждены уехать по политическим причинам, вернулся в Венесуэлу в 1877 году. В 1884—1889 учился на инженерном факультете Центрального университета Венесуэлы. После окончания университета работал инженером.
В 1911-20 руководил Школой искусств и профессий в Каракасе. В 1915—1930 годы занимал пост президента Banco de Venezuela; в 1933 году вновь возглавил банк, оставшись его президентом до самой смерти. В 1918—1921 годах был сенатором от штата Лара. В 1919—1928 возглавлял Торговую палату Каракаса.
В 1918 году избран членом Национальной академии истории Венесуэлы. Был президентом академии в 1931—1933 годах, затем на протяжении двадцати лет был главным редактором журнала «Boletin de la Academia Nacional de la historia».
Внёс большой вклад в сохранение наследия Симона Боливара. В 1914 по поручению правительства возглавил Архив Симона Боливара, которым руководил до конца жизни. В 1916—1919 годах восстановил родной дом Боливара в Каракасе, там же впоследствии разместил архивы Боливара, а также архивы его соратников А. Х. де Сукре и Х. Р. Ревенги. Собрал и подготовил к изданию большое количество документов о жизни и деятельности Боливара. В 1947 года на 1-м конгрессе боливарианских обществ в Кито (Эквадор) был назван лучшим боливарианским историком Америки.
Умер 20 февраля 1954 года в Каракасе.

## Семья
Висенте Лекуна был женат на Елене Эскобар Льямосас. В их семье было четверо детей: Валентина Лекуна Эскобар, Висенте Лекуна Эскобар, Елена Лекуна Эскобар и Боливия Лекуна Эскобар.

## Награды
- Боливия — Национальный орден Кондора Анд (1950)